# 阿南市立蒲生田小学校
阿南市立蒲生田小学校（あなんしりつ かもだしょうがっこう）は、徳島県阿南市椿町蒲生田にあった公立小学校。現在は休校中。

## 基礎データ
- 全校生徒数　不明。（1992年3月31日休校当時）

## 沿革
- 1892年（明治25年） - 創立
- 1992年（平成4年）3月31日 - 休校

## 概要
卒業後は阿南市立椿町中学校へ進学する。
1992年3月31日休校後、選挙投票所として使われている。
校区は阿南市立椿小学校に編入されている。

### 校歌
- 作詞:
- 作曲:

### 活動
- アカウミガメの観察・保護（1954年-1992年）[1]